# Northwest Harbor
Northwest Harbor és una concentració de població designada pel cens dels Estats Units a l'estat de Nova York. Segons el cens del 2000 tenia 3.059 habitants.

## Demografia
Segons el cens del 2000, Northwest Harbor tenia 3.059 habitants, 1.181 habitatges, i 818 famílies. La densitat de població era de 81,3 habitants per km².
Dels 1.181 habitatges en un 33,8% hi vivien nens de menys de 18 anys, en un 55,2% hi vivien parelles casades, en un 9,2% dones solteres, i en un 30,7% no eren unitats familiars. En el 22,6% dels habitatges hi vivien persones soles el 8,2% de les quals corresponia a persones de 65 anys o més que vivien soles. El nombre mitjà de persones vivint en cada habitatge era de 2,59 i el nombre mitjà de persones que vivien en cada família era de 3,04.
Per edats la població es repartia de la següent manera: un 25,2% tenia menys de 18 anys, un 4,8% entre 18 i 24, un 27,3% entre 25 i 44, un 28,7% de 45 a 60 i un 13,9% 65 anys o més.
L'edat mediana era de 41 anys. Per cada 100 dones de 18 o més anys hi havia 96,5 homes.
La renda mediana per habitatge era de 61.808 $ i la renda mediana per família de 78.873 $. Els homes tenien una renda mediana de 51.469 $ mentre que les dones 41.161 $. La renda per capita de la població era de 35.112 $. Entorn del 4,4% de les famílies i el 5,3% de la població estaven per davall del llindar de pobresa.